# Coulibaly
Coulibaly ist ein westafrikanischer Familienname aus dem malischen Bambara.

## Namensträger

### A
- Abdel Kader Coulibaly (* 1993), ivorisch-kambodschanischer Fußballspieler
- Abdoulaye Coulibaly (Fußballspieler, 1976) (* 1976), ivorischer Fußballspieler
- Abdoulaye Coulibaly (Fußballspieler, 1988) (* 1988), senegalesischer Fußballspieler
- Abdoulaye Coulibaly (Fußballspieler, 1991) (* 1991), malischer Fußballspieler
- Abou Coulibaly (* 1985), ivorischer Fußballschiedsrichter
- Adama Coulibaly (* 1980), malischer Fußballspieler
- Adamo Coulibaly (* 1981), französischer Fußballspieler
- Aïssata Coulibaly (* 1985), malischer Fußballspieler
- Ali Coulibaly (Herrscher) (18. Jahrhundert), malischer Herrscher
- Ali Coulibaly (* 19**), ivorischer Diplomat
- Amadou Coulibaly (Fußballspieler) (* 1984), burkinischer Fußballspieler
- Amadou Gon Coulibaly (1959–2020), ivorischer Politiker
- Amedy Coulibaly (1982–2015), französischer Terrorist

### B
- Bakary Coulibaly (* 1984), malischer Fußballspieler
- Bilal Coulibaly (* 2004), französischer Basketballspieler
- Bitòn Coulibaly (~1689–1755), malischer Reichsgründer
- Bocar Coulibaly (* 1989), mauretanischer Fußballspieler

### C
- Célestine Ouezzin Coulibaly (1910/1914–nach 1961), antikoloniale Widerstandskämpferin, Frauenrechtlerin und spätere Politikerin in Französisch-Westafrika

### D
- Daniel Ouezzin Coulibaly (1909–1958), Regierungschef von Obervolta 1957 bis 1958
- David Coulibaly (* 1978), malischer Fußballspieler
- Dinkoro Coulibaly (18. Jahrhundert), malischer Herrscher
- Djelika Coulibaly (* 1984), ivorische Fußballspielerin
- Dramane Coulibaly (* 1979), malischer Fußballspieler
- Drissa Coulibaly (* 1982), malischer Fußballspieler

### E
- Eliakim Coulibaly (* 2002), ivorischer Tennisspieler
- Elimane Coulibaly (* 1980), senegalesischer Fußballspieler

### F
- Fatoumata Coulibaly (Fußballspielerin) (* 1987), ivorische Fußballspielerin
- Fatoumata Coulibaly (Schauspielerin), malische Schauspielerin, Filmemacherin und Frauenrechtsaktivistin
- Fernand Coulibaly (* 1971), malischer Fußballspieler
- Fousseny Coulibaly (* 1989), ivorischer Fußballspieler

### G
- Gary Coulibaly (* 1986), französischer Fußballspieler

### H
- Habib Coulibaly (* 2003), ivorischer Fußballspieler
- Hadji Moussa Coulibaly (* 1981), malischer Fußballspieler
- Harouna Coulibaly (Autor) (* 1962), nigrischer Autor und Filmregisseur
- Harouna Coulibaly (Schiedsrichter) (* 1981), malischer Fußballschiedsrichter
- Henri Coulibaly (* 1983), malischer Fußballspieler

### I
- Ibrahim Coulibaly (1964–2011), ivorischer Rebellenführer
- Ibrahima Coulibaly, burkinischer Fußballspieler
- Idrissa Coulibaly (* 1987), malischer Fußballspieler
- Ismaël Coulibaly (* 1992), malischer Taekwondoin
- Ismaila Coulibaly (* 2000), malischer Fußballspieler
- Issa Malick Coulibaly (* 1953), ivorischer Politiker

### K
- Kadidia Sangaré Coulibaly (* 1962), malische Anwältin und Politikerin
- Kafoumba Coulibaly (* 1985), ivorischer Fußballspieler
- Kalifa Coulibaly (* 1991), malischer Fußballspieler
- Kankou Coulibaly (* 1975), malische Fußballschiedsrichterin
- Koman Coulibaly (* 1970), malischer Fußballschiedsrichter

### L
- Lassana Coulibaly (* 1996), malischer Fußballspieler
- Lasso Coulibaly (* 2002), ivorischer Fußballspieler

### M
- Mamadou Coulibaly (Politiker, 1910) (1910–1985), ivorischer Politiker
- Mamadou Coulibaly (Politiker, 1958) (* 1958), malischer Politiker
- Mamadou Coulibaly (Judoka), (* 20. Jh.), malischer Judoka
- Mamadou Coulibaly (Fußballspieler, 1980) (* 1980), ivorischer Fußballspieler
- Mamadou Coulibaly (Fußballspieler, 1987) (* 1987), malischer Fußballspieler
- Mamadou Coulibaly (Fußballspieler, 1999) (* 1999), senegalesischer Fußballspieler
- Mamadou Coulibaly (Fußballspieler, 2004) (* 2004), französischer Fußballspieler
- Mamadou Sinsy Coulibaly (* 1956), malischer Unternehmer
- Mamoutou Coulibaly (* 1984), malischer Fußballspieler
- Mariam Coulibaly (Basketballspielerin) (* 1997), malische Basketballspielerin
- Mariam Coulibaly (Moderatorin) (* 1977), ivorische Radio- und Fernsehmoderatorin
- Mariam Coulibaly (Schiedsrichterin), malische Fußballschiedsrichterassistentin
- Micheline Coulibaly (1950–2003), ivorische Schriftstellerin
- Miguel Coulibaly (* 1972), senegalesisch-deutscher Fußballspieler
- Mohamed Coulibaly (Fußballspieler) (* 1988), französisch-senegalesischer Fußballspieler
- Mohamed Coulibaly (Schwimmer) (* 1989), malischer Schwimmer
- Moussa Coulibaly (Fußballspieler, 1981) (* 1981), malischer Fußballspieler
- Moussa Coulibaly (Fußballspieler, 1992) (* 1992), malischer Fußballspieler
- Moussa Coulibaly (Fußballspieler, 1993) (* 1993), malisch-iranischer Fußballspieler

### N
- N’Diaye Fatoumata Coulibaly (1954–2010), malische Politikerin
- N’Gatta Coulibaly (* 1969), ivorischer Radrennfahrer
- Naîgnouma Coulibaly (* 1989), malische Basketballspielerin

### O
- Ousmane Coulibaly (Fußballspieler, 1969) (* 1969), ivorischer Fußballspieler
- Ousmane Coulibaly (Fußballspieler, 1989) (* 1989), malisch-französischer Fußballspieler

### R
- Rachid Coulibaly (* 1993), burkinischer Fußballspieler
- Raymond Coulibaly (* 1942), malischer Judoka
- Rosine Sori-Coulibaly (* 1958), burkinische Politikerin und Diplomatin

### S
- Sadio Coulibaly, malischer Fußballspieler
- Salif Coulibaly (* 1988), malischer Fußballspieler
- Siaka Coulibaly (* 1972), burkinischer Fußballtorhüter
- Soualiho Coulibaly (* 1985), ivorischer Fußballspieler
- Souleymane Coulibaly (Fußballspieler, 1994) (* 1994), ivorischer Fußballspieler
- Souleymane Coulibaly (Fußballspieler, 1996) (* 1996), malischer Fußballspieler
- Souleymane Coulibaly (Fußballspieler, 1988) (* 1988), malischer Fußballspieler
- Soumaila Coulibaly (* 1978), malischer Fußballspieler
- Soumaïla Coulibaly (* 2003), französischer Fußballspieler

### T
- Tanguy Coulibaly (* 2001), französischer Fußballspieler
- Tidiane Coulibaly (* 1985), malischer Sprinter
- Tiécoura Coulibaly (* 1988), ivorischer Fußballspieler
- Topio Coulibaly (* 1988), ivorischer Fußballspieler

### V
- Vincent Coulibaly (* 1953), guineischer Geistlicher, Erzbischof von Conakry

### W
- Waly Coulibaly (* 1988), malischer Basketballspieler
- Woyo Coulibaly (* 1999), französischer Fußballspieler

### Y
- Yacouba Coulibaly (* 1994), burkinischer Fußballspieler
- Yaya Darlaine Coulibaly (* 1992), burkinischer Fußballspieler

### Z
- Zoumana Coulibaly (Fußballspieler) (* 2001), malischer Fußballspieler